# Matija Jama
Matija Jama, né le 4 janvier 1872 à Ljubljana et mort le 6 avril 1947 dans la même ville, est un peintre impressionniste yougoslave.

## Biographie
Matija Jama est le fils d'un commerçant. Durant son adolescence, sa famille s'installe à Zagreb, où Matija Jama termine ses études secondaires et s'inscrit en 1890 en faculté de droit. Mais très vite il abandonne cette voie, part en 1892 pour Munich, où il s'inscrit dans une école d'art privée et reste deux ans avant de revenir à Ljubljana. En 1897, il retourne à Munich et s'inscrit dans l'école d'Anton Ažbe.
En 1902, il épouse une peintre néerlandaise, Luiza van Raders. Il voyage beaucoup en Autriche, en Allemagne, en Croatie et aux Pays-Bas, avant de revenir vivre en Slovénie, où il s'installe en divers endroits avant de se fixer à Ljubljana.
À côté de son œuvre picturale, Jama travaille comme affichiste et illustrateur de livres. Après une période où il est sous l'influence de la Sécession viennoise, il se rapproche du courant impressionniste et admire particulièrement Claude Monet. Il collabore avec Rihard Jakopič.
Jama est avant tout un peintre paysagiste. Il a peint des aquarelles au début de sa carrière, mais à partir de 1900 il se consacre à la peinture à l'huile.
Il est le père de la pianiste et compositrice néerlandaise Agnes Jama (1911-1993).

## Œuvres
- Ljubljana v snegu (Ljubljana sous la neige).
- Kolo (vers 1935).

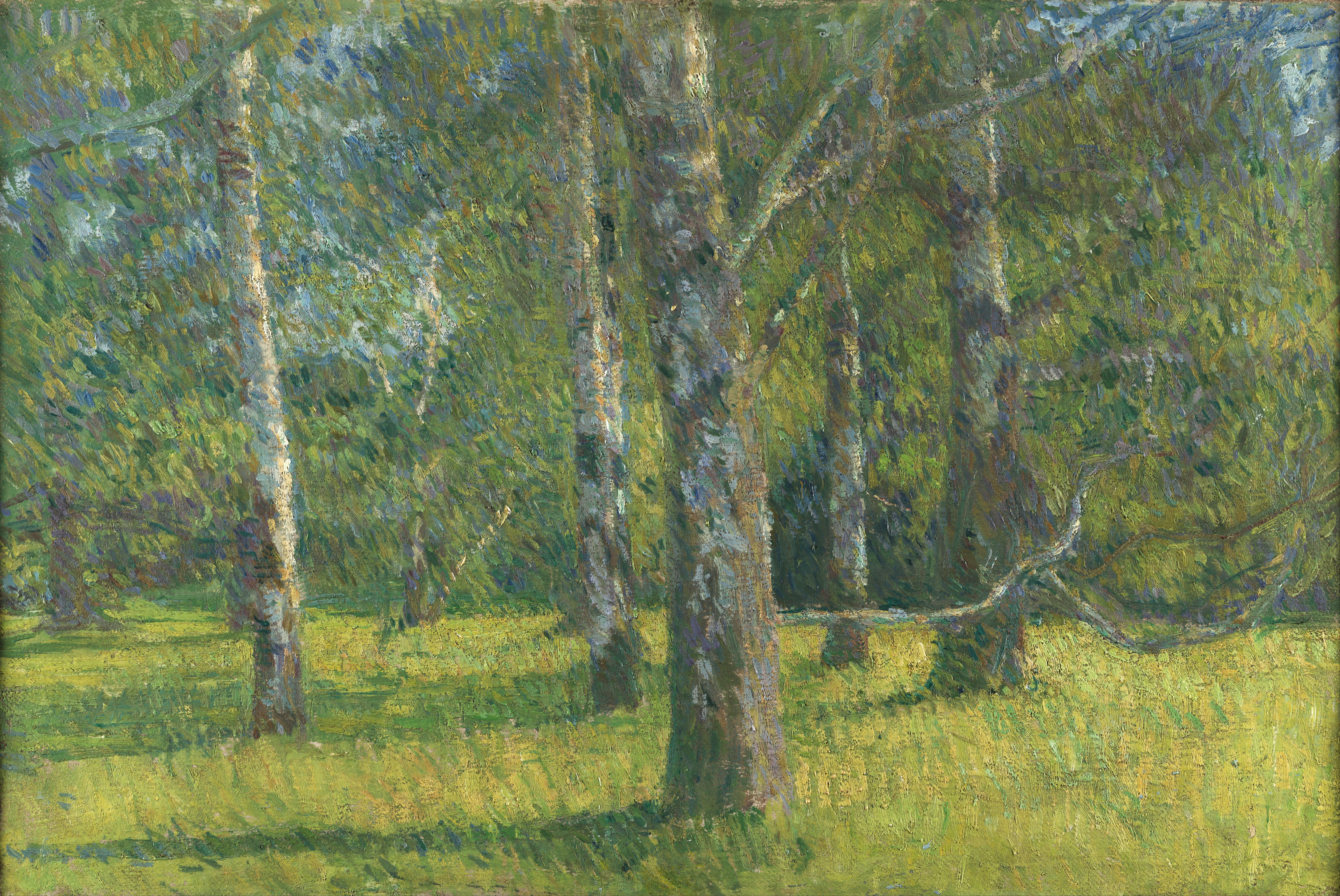
Bouleaux à Laxenburg[2] (1909). Ljubljana, Musée national de Slovénie.
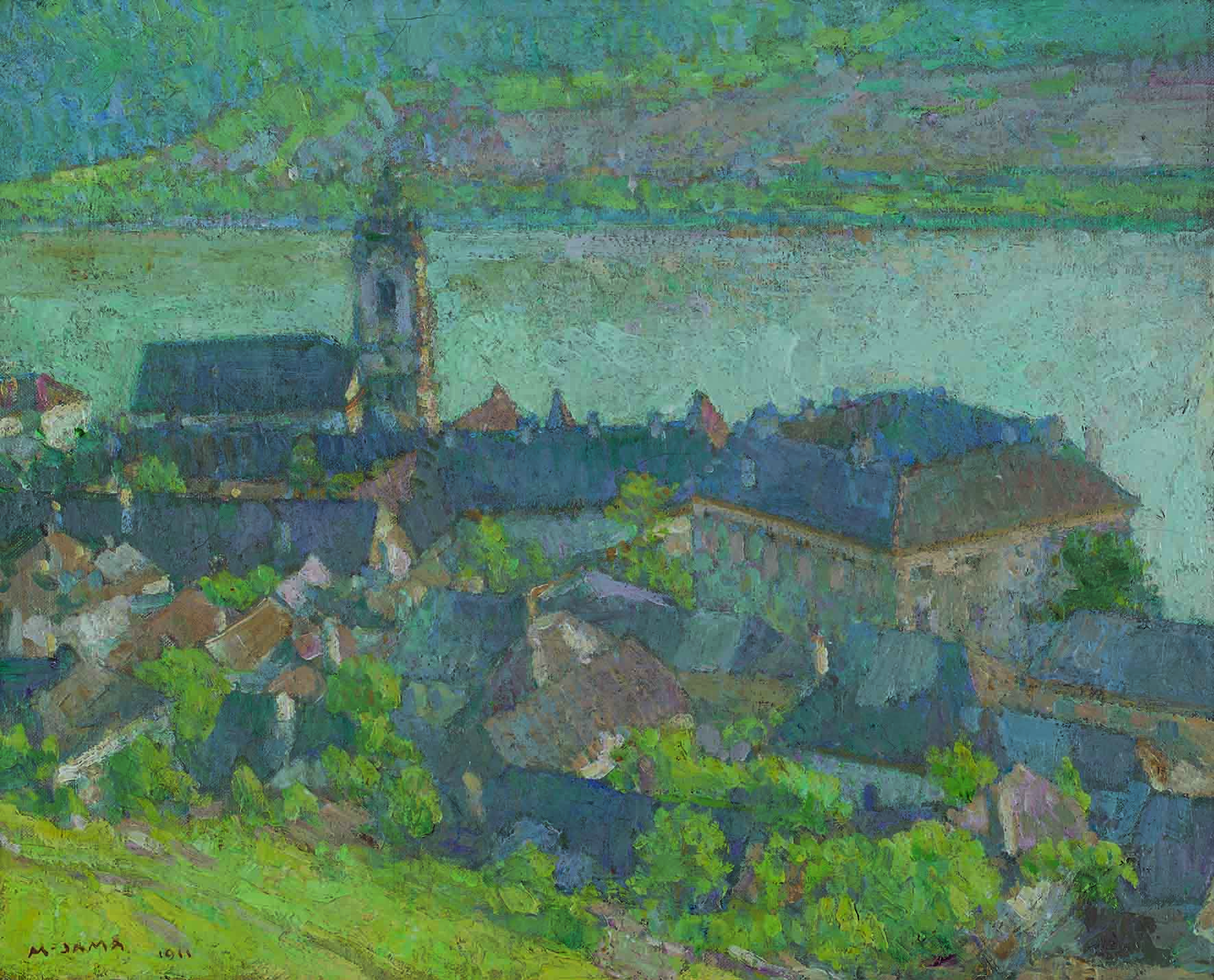
Dürnstein I[2] (1911). Ljubljana, Galerie nationale de Slovénie.
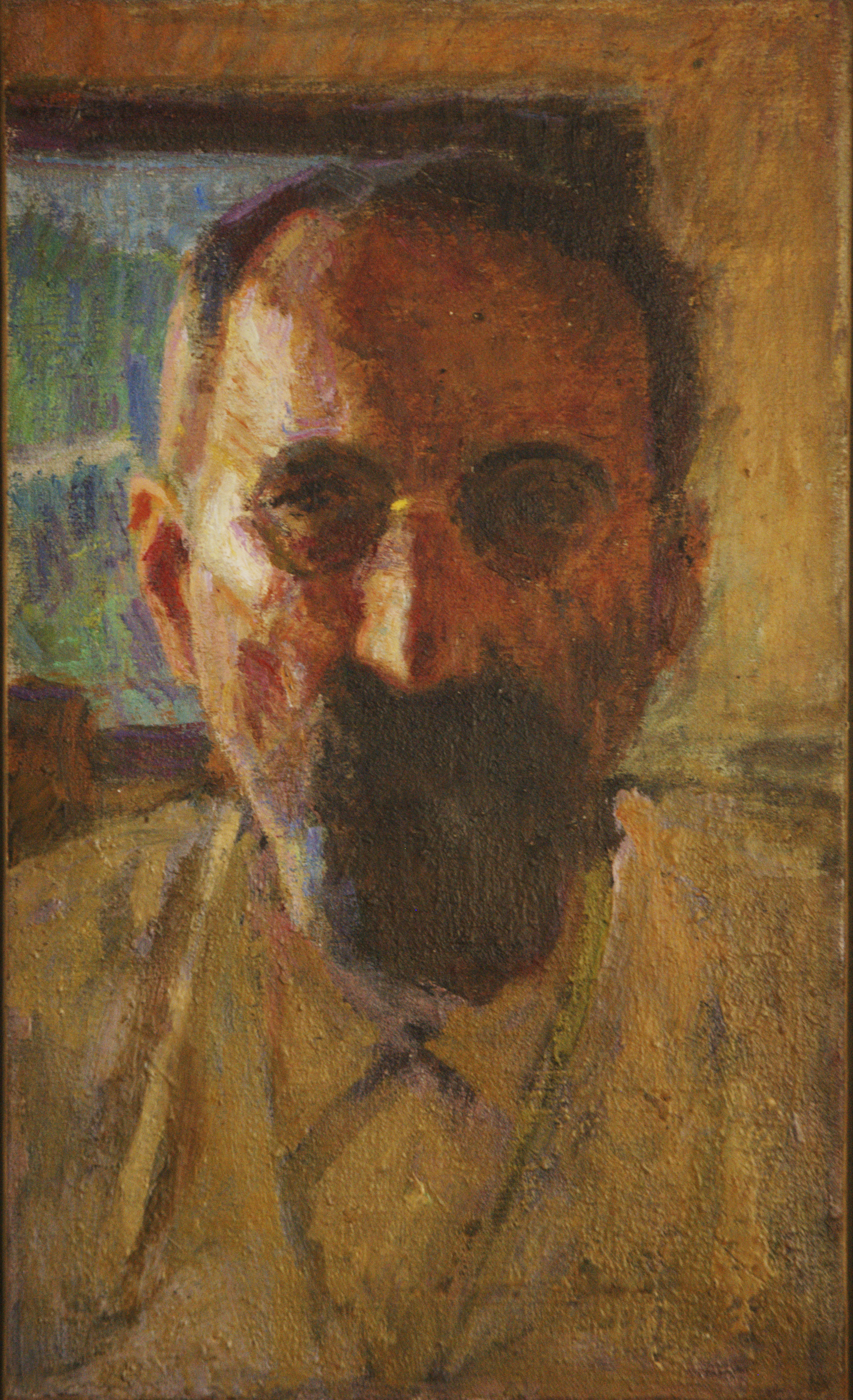
Autoportrait. Collection particulière.

## Hommages
- Une rue importante de Ljubljana porte son nom : Jamova cesta, dans le district de Vič ; elle part du centre ville et se dirige vers le sud-ouest.
- Pour le 150e anniversaire de sa naissance, la Slovénie a émis en 2022 une pièce commémorative de trois euros à son nom.